# اقتصاد كردستان العراق
اقتصاد كردستان العراق يتكون من الاقتصاد المستقل في شمال العراق. تهيمن صناعة النفط والزراعة والسياحة على اقتصاد الإقليم. ونظرًا للأمن النسبي والسلام في المنطقة وسياسات أكثر ليبرالية وسوقًا اقتصادية، فإن اقتصادها أكثر تطورًا مقارنة بأجزاء أخرى من العراق.

## التاريخ
كانت حكومة إقليم كردستان في شمال العراق حكومة شبه مستقلة منذ حرب الخليج عام 1991 والحماية اللاحقة للمنطقة من القوات المعادية لقوات النظام صدام حسين من قبل الحلفاء لمنطقة حظر الطيران.
قبل إزاحة صدام حسين، حصلت حكومة إقليم كردستان على حوالي 14٪ من عائدات برنامج النفط مقابل الغذاء التابع للأمم المتحدة. بحلول موعد الغزو الأمريكي للعراق في عام 2003، كان البرنامج قد صرف 8.35 مليار دولار إلى حكومة إقليم كردستان. سمح الأمن الغذائي النسبي لكردستان العراق بإنفاق المزيد من الأموال على مشاريع التنمية منها في باقي أنحاء العراق. وبحلول نهاية البرنامج في عام 2003، ظلت 4 مليارات دولار من أموال النفط مقابل الغذاء في حكومة إقليم كردستان غير منفقة. بين عامي 1992 و 2003، كان معدل نمو الناتج المحلي الإجمالي بين 6 ٪ و 10 ٪.
خلال الاحتلال الأمريكي للعراق (2003-2011):
بعد إزالة إدارة صدام حسين والعنف اللاحق، كانت المحافظات الثلاث الخاضعة بالكامل لسيطرة حكومة إقليم كردستان هي الثلاث فقط في العراق التي صنفتها الحكومة الأمريكية «آمنة». وفقا لموقع حكومة إقليم كردستان، لم يقتل جندي واحد من قوات التحالف ولم يتم اختطاف أجنبي واحد منذ غزو العراق عام 2003 في المناطق التي تديرها حكومة إقليم كردستان.
سمح الأمن والاستقرار النسبيان في المنطقة لحكومة أقليم كردستان بالتوقيع على عدد من العقود الاستثمارية مع الشركات الأجنبية. في عام 2006، تم حفر أول بئر نفطية جديدة منذ غزو العراق في منطقة كردستان من قبل شركة الطاقة النرويجية DNO. تشير المؤشرات الأولية إلى أن حقل النفط يحتوي على 100 مليون برميل على الأقل (16,000,000 م 3) من النفط وسوف يضخ 5 آلاف برميل في اليوم (790 م 3 / د) بحلول أوائل عام 2007. وقد وقعت حكومة إقليم كردستان اتفاقات استكشاف مع العديد من شركات النفط الأخرى، بما في ذلك رمال النفط الغربية في كندا وشركة ستيرلنغ إنرجي وجلف كيستون بتروليوم.
لقد سمح استقرار إقليم كردستان بتحقيق مستوى تنمية أعلى من المناطق الأخرى في العراق. في عام 2004، كان نصيب الفرد من الدخل أعلى بنسبة 50٪ منه في باقي أنحاء العراق. بحلول عام 2009، كان هذا أعلى بنسبة 200 ٪. أعلى معدلات النمو التي تم تحقيقها كانت حوالي 12.7 ٪ في الفترة 2005-2008 ومرة أخرى 11.5 ٪ في الفترة 2010-2012. منذ عام 2012، استقر معدل النمو بين 7 ٪ و 8 ٪. تستمر الحكومة في الحصول على جزء من الإيرادات من صادرات النفط العراقي، وستقوم الحكومة قريبا بتنفيذ قانون استثمار أجنبي موحد.
كما تخطط حكومة إقليم كردستان أيضًا لبناء مدينة إعلامية في أربيل ومناطق تجارة حرة بالقرب من الحدود مع تركيا وإيران. وتعتبر حكومة إقليم كردستان جزءًا لا يتجزأ من المنطقة الثقافية والاقتصادية العامة التي تضم سوريا وتركيا ولبنان وإسرائيل وقبرص. وأرمينيا وأذربيجان وإيران وجورجيا واليونان وبلغاريا ورومانيا ومولدوفا، أي إقليم شرق البحر الأبيض المتوسط - البحر الأسود - القوقاز. على هذا النحو، فقد أعربت قيادة حكومة إقليم كردستان عن خطط لتحقيق تكامل وعلاقة أكثر شمولاً مع هذه البلدان، لا سيما جمهوريات القوقاز الثلاث وتركيا ومولدوفا. وهذا من شأنه أن يمنح الاقتصاد الكردي العراقي رأس جسر أو موطئ قدم أفضل في روسيا وأوروبا والاتحاد الأوروبي. وفقاً للرئيس السابق للإقليم مسعود بارزاني، فإن هذا من شأنه أيضاً أن يرسخ شخصية إقليم كردستان الإقليمية بشكل أساسي بدلاً من كونها شخصية شرق أوسطية عربية غير مرغوب فيها. ووفقاً للبرزاني، فإن الثقافة الكردية، والخصائص الوطنية، وأخلاقيات العمل، وثقافة العمل، وما إلى ذلك تشبه إلى حد كبير تلك الموجودة في جورجيا، ومولدوفا، وما إلى ذلك، مقارنة بباقي أنحاء العراق. كما أن لديها مناخ شرق البحر الأبيض المتوسط مماثل، وبالتالي وجهة سياحية مواتية.
منذ عام 2003، اجتذب الاقتصاد الأقوى في كردستان العراق حوالي 20,000 عامل من أجزاء أخرى من العراق.
كردستان العراق لديها ميزانية متوازنة بشكل جيد، مع بيروقراطية وخدمات الرعاية الاجتماعية تتسم بالكفاءة نسبيًا وفقًا لمعايير الشرق الأوسط، والسيطرة الكاملة على النفقات العسكرية. العجز في الميزانية يكاد لا يذكر. كما أن لديها خدمات اجتماعية أفضل من جيرانها، مع نوعية جيدة وتعليم مجاني حتى المستوى الجامعي، والرعاية الصحية الأولية الفعالة. إلا أن الرعاية الصحية الثانوية والثالثية تظل مشكلة في المناطق الريفية. القوانين التنظيمية وقوانين العمل مواتية للغاية، والروتين أقل بكثير من معايير الشرق الأوسط. يستغرق الأمر أربعة أيام تقريبًا لبدء نشاط تجاري والحصول على التصاريح اللازمة. مطلوب الترخيص فقط في تصنيع الكحول والسجائر وفي قطاع الدفاع (التي لا يزال الكثير منها مملوكا للدولة، خاصة المصانع الصغيرة لإنتاج الأسلحة الصغيرة والذخيرة).
مناطق اقتصادية خاصة:
لدى حكومة إقليم كردستان حاليا أربع مناطق اقتصادية خاصة، في دهوك، وباتيفة، وشقلاوة، وجمجمال. تم إنشاء أول منطقة اقتصادية خاصة في عام 1999 في باتيفة (باطوفا)، وآخرها في عام 2011 في شقلاوة. المناطق الاقتصادية الخاصة هي أساسا لتصنيع المواد الهيدروكربونية والأدوية والأغذية المعبأة والأغذية المصنعة. وتشمل هذه أكبر مصنع لتعبئة الكوكا كولا في الشرق الأوسط خارج مصر وإسرائيل ودول مجلس التعاون الخليجي. وأكبر مركز لإنتاج الآيس كريم في العراق وسوريا مجتمعتين. تم تكريس منطقة جمجمال فقط لقطاع النفط والغاز الطبيعي. تمثل المساحات الاقتصادية معاً ما يقارب 30% من جميع الوظائف الصناعية و 40% من جميع الإيرادات والنواتج الصناعية.
من 2011 إلى الوقت الحاضر:
على الرغم من اعتراضات بغداد، تقول أربيل إن حكومة إقليم كردستان قد وقعت عقودا مع 42 شركة نفطية من 17 دولة بشروط أكثر ملاءمة من تلك التي قدمتها الحكومة العراقية المركزية. وفي الآونة الأخيرة، ادعى مسؤولو حكومة إقليم كردستان في 2014 بيع 200 ألف برميل في اليوم وتوقعوا بشكل متفائل أن الصادرات تبلغ مليون برميل سنويًا.
بدأت حكومة إقليم كردستان تصدير النفط الخام بالشاحنات إلى تركيا خلال صيف عام 2012. في عام 2013، أكملت حكومة إقليم كردستان خط أنابيب من حقل طق طق عبر خورمالا ودهوك إلى فيش خابور على الحدود التركية-العراقية، حيث ترتبط بخط أنابيب كركوك-جيهان. يبلغ قطر خط الأنابيب هذا البالغ 36 بوصة (910 مم) 150 ألف برميل يومياً (24,000 م 3 / يوم). يسمح بتصدير النفط من حقلي طق طق وتوك النفطي. في 23 مايو 2014، أعلنت حكومة إقليم كردستان أن أول نفط تم نقله عبر خط الأنابيب الجديد تم تحميله في ناقلة في جيهان.

## الأزمة المالية
تعرضت منطقة إقليم كردستان لأزمة اقتصادية في عام 2015. على الرغم من الزيادة في الإنتاج الكلي، انخفضت عائدات النفط بشكل كبير منذ عام 2014 بسبب انخفاض أسعار النفط، والنزاعات مع الحكومة المركزية والتوسع السريع لتنظيم الدولة الإسلامية. في يونيو 2015، قامت شركة إكسون موبيل، أكبر مصدر من حيث الحجم، بإجلاء موظفيها وترك مرافقها في رعاية البيشمركة. في أوائل ديسمبر 2015، ورد أن قوات البيشمركة صدّت هجومًا من تنظيم الدولة الإسلامية على تلك المنشآت، رغم أن احتمال وقوع مثل هذه الهجمات يشكل رادعًا للاستثمار الأجنبي. تم تخصيص 17٪ من ميزانية الحكومة المركزية للتوزيع على حكومة إقليم كردستان، ولكن لم يتم صرف أي أموال منذ فبراير 2014. كان من شأن اتفاقية بوساطة أمريكية في عام 2014 حل النزاع بين وزارات النفط في حكومة إقليم كردستان والحكومة الإسرائيلية، انهارت جدا على مزاعم تحت المدفوعات. وتباع عقود أربيل المستقلة بأقل من سعر السوق بسبب رداءتها.
وفقا لبعض التقديرات، بلغ دين الحكومة الكردية 18 مليار دولار بحلول يناير 2016. لم يتم دفع أجور العديد من موظفي الحكومة (بما في ذلك المدرسون والجنود وغيرهم من الموظفين) لمدة 3 أشهر اعتبارًا من أكتوبر 2015. غير أن الرئيس السابق لإقليم كردستان مسعود برزاني أعلن أن زيادة مبيعات النفط توشك على موازنة الميزانية الكردية.